# 20.000 Meilen unter dem Meer (1916)
20.000 Meilen unter dem Meer ist ein US-amerikanischer Stummfilm aus dem Jahr 1916. Anders als die berühmtere Verfilmung gleichen Titels aus dem Jahr 1954 orientiert sich diese Fassung nicht nur an der Romanvorlage Jules Vernes. Stattdessen werden Motive aus 20.000 Meilen unter dem Meer und Vernes Roman Die geheimnisvolle Insel verwoben.

## Handlung
Kapitän Nemo verwendet sein Unterseeboot Nautilus als Waffe, mit der er alle Kriegsschiffe der Welt versenken möchte. Nach einem seiner Angriffe, bei denen er die gegnerischen Schiffe jeweils rammt, nimmt er mehrere überlebende Schiffbrüchige eines US-amerikanischen Schiffes an Bord der Nautilus. Unter ihnen sind unter anderem Professor Aronnax, dessen Tochter und der kämpferische Ned Land. Die Gruppe um den Professor war damit beauftragt, Gerüchte um ein Meeresungeheuer wissenschaftlich zu untersuchen. Durch Nemos Angriff stellt sich heraus, dass die Nautilus besagtes „Ungeheuer“ ist.
Der Kapitän zeigt den Überlebenden das Leben auf dem Meeresboden und steuert mit der Nautilus schließlich eine exotische Insel an. Zwischenzeitlich ist dort ein Heißluftballon mit einigen Soldaten gelandet. Die Männer begegnen einer jungen Frau, die „Kind der Natur“ genannt wird und allein auf der Insel lebt. Einer der Soldaten entführt das Kind der Natur und verschleppt sie auf die Yacht des ehemaligen Kolonialoffiziers Denver. Jener sucht die Insel auf, weil er hier vor Jahren das Kind der Natur ausgesetzt hat, nachdem sich deren Mutter, eine indische Prinzessin, vor Denvers Annäherungsversuchen in den Selbstmord flüchtete. Geplagt von Alpträumen, will Denver nun sehen, was aus dem Kind geworden ist.
Ein anderer der Soldaten aus dem Heißluftballon eilt dem Kind der Natur zur Hilfe. Er rettet es von der Yacht, bevor Nemo diese mit einem Torpedo zerstört. Der Kapitän greift das Schiff an, weil er in Denver seinen Todfeind erkennt. In Rückblenden wird erklärt, dass Nemo der Vater des Kindes der Natur und Ehemann der verstorbenen Prinzessin ist. Überglücklich, seine verloren geglaubte Tochter wiedergefunden zu haben, stirbt Nemo, von Gefühlen übermannt. Seine Mannschaft begräbt ihn auf See, die Nautilus treibt führerlos auf einen Meeresstrudel zu.

## Hintergrund
Die Verfilmung war nach kaum bekannten Stummfilmen aus den Jahren 1905 und 1907 bereits die dritte Kinoadaption des Stoffes. Die Brüder J. Ernest und George M. Williamson entwickelten für den Film eigens eine Unterwasserkamera, mit der in einem dafür konstruierten Wassertank in Nassau gedreht wurde. Die damals bahnbrechenden Unterwasseraufnahmen gehören zu den ersten ihrer Art.
In Deutschland lief der Film 1919 unter dem Titel Zwanzigtausend Meter unter dem Meer.
Am 14. Dezember 2016 wurde der Film in das National Film Registry aufgenommen.